# Farkhat Sabirzyanov
Farkhat Sabirzyanov (Фархат Сабирзянов) est un artiste peintre russe né le 30 mai 1933 à Entugan, alors en République socialiste soviétique autonome tatare (aujourd'hui le Tatarstan), ayant vécu à Orenbourg (oblast d'Orenbourg) et mort le 18 avril 2009.

## Biographie

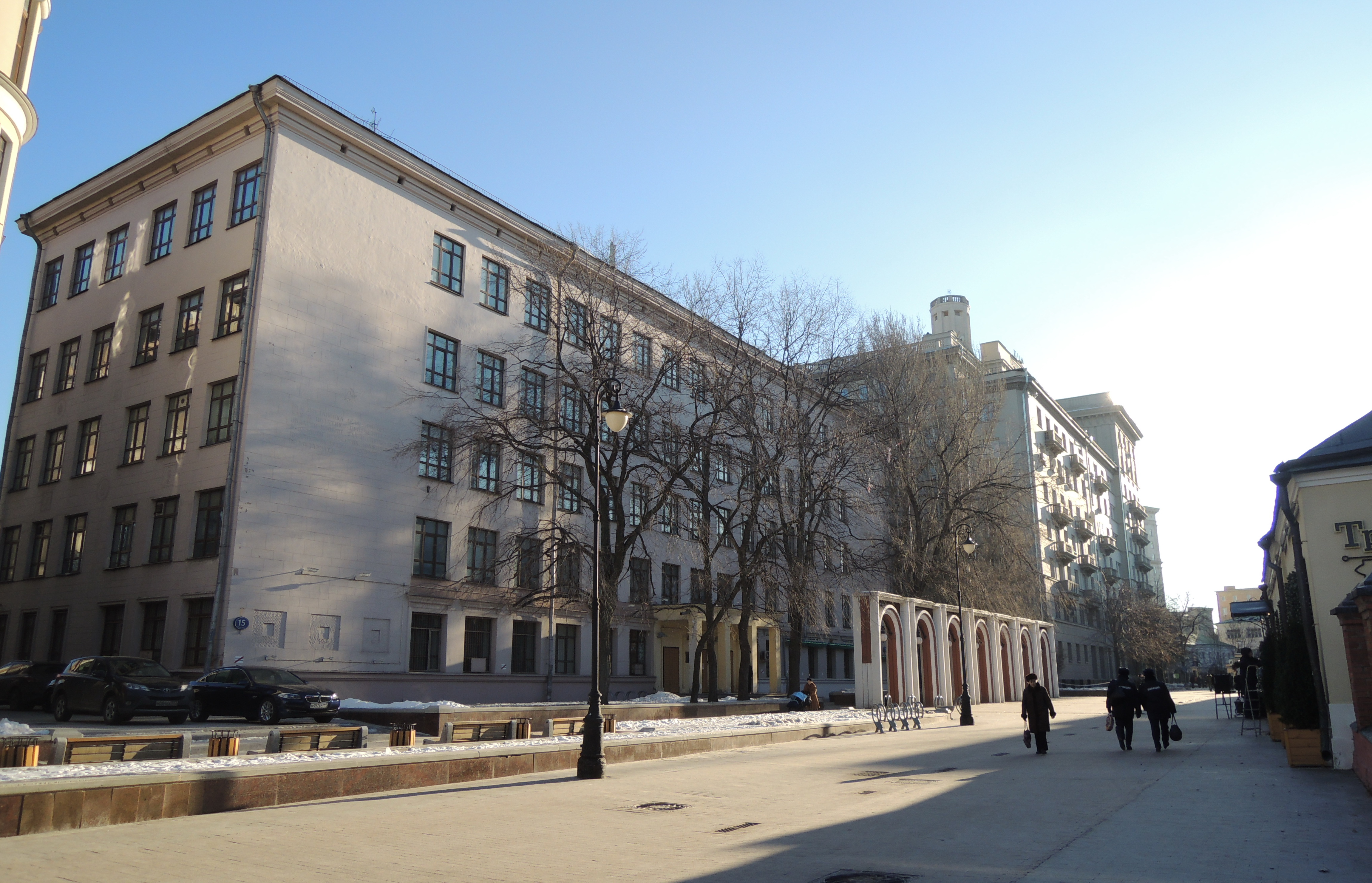
Institut des Beaux-Arts Vassili-Ivanovitch-Sourikov, Moscou

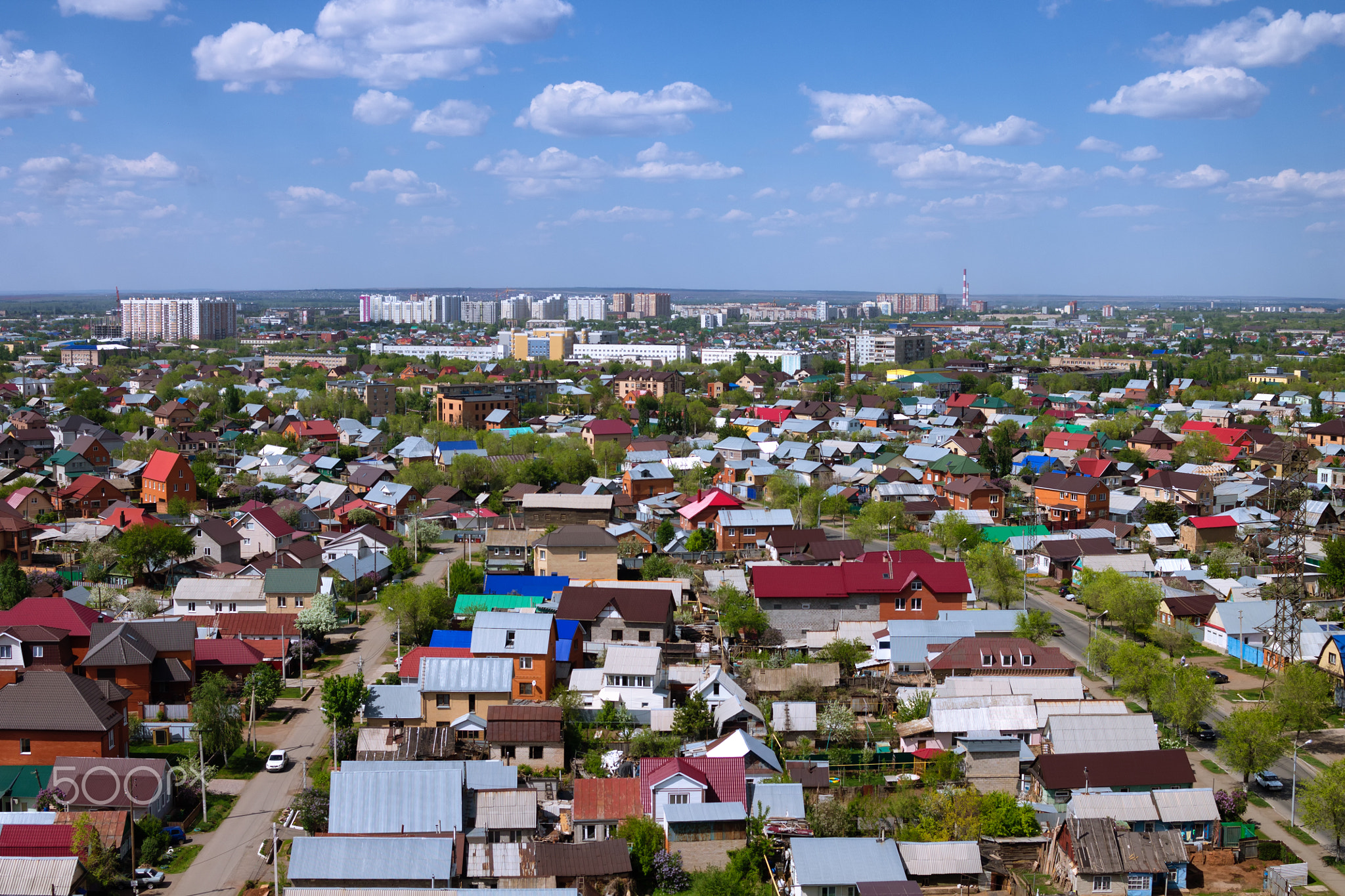
Orenbourg

Diplômé de l'Institut des Beaux-Arts Vassili-Ivanovitch Sourikov (ru) en 1964, Farkhat Sabirzyanov est membre de l'Union des artistes d'U.R.S.S. à compter de 1968. Il participe alors à des expositions à Perm, Moscou, Leningrad et Lvov.
Établi à Orenbourg sur décision du ministère de la culture d'U.R.S.S., présidant l'Union des artistes d'Orenbourg de 1964 à 1985, il est l'auteur de bas-reliefs, mosaïques et fresques murales que conservent plusieurs villes du district fédéral de l'Oural.

## Réception critique
- « La tradition soviétique du réalisme de facture impressionniste. On préfère à ses paysages et à ses natures mortes académiques ses compositions de propagande construites autour du personnage de Lénine. » - Gérald Schurr[3]
- « Il a retenu la leçon de Cézanne. On cite de lui Sur la Volga - Autoportrait à l'automne - Femme à l'agave ainsi que des portraits de Lénine. » - Dictionnaire Bénézit[2]

## Collections publiques

### Italie
- Musée des Offices, Florence :
  - Autoportrait à la cigarette, huile sur toile 89x56cm[4] ;
  - Autoportrait, huile sur toile 100x70cm, 1988[5].

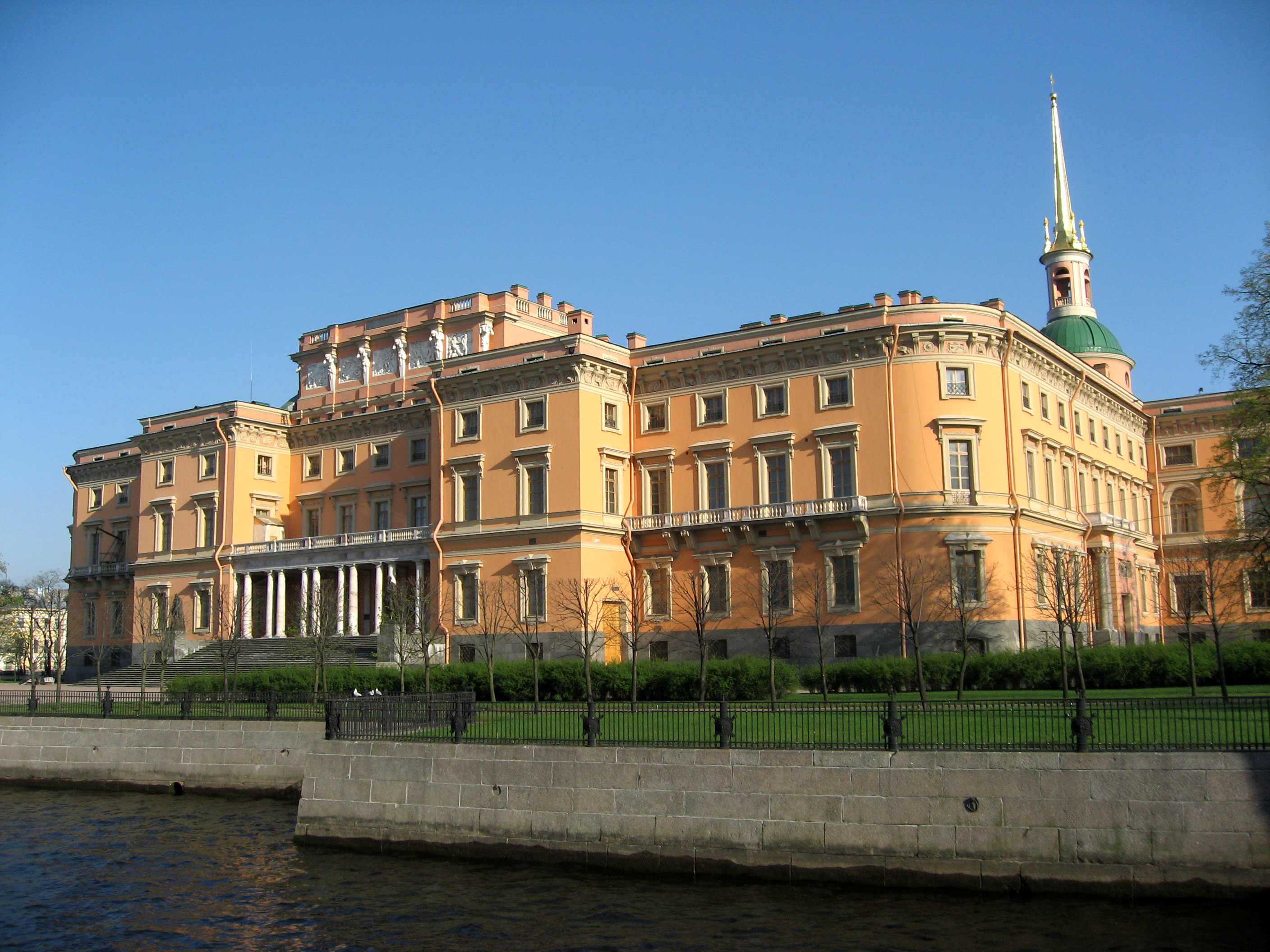
Musée russe, Saint-Pétersbourg

### Russie
- Musée russe, Saint-Pétersbourg[1].